# Casa Dr. Béla Fülöp
Casa Dr. Béla Fülöp este o clădire istorică situată pe strada Str. Rabin Dr. Ernst Neumann, nr. 4 din Timișoara.
Face parte din Situl urban „Fabric” (II), monument istoric cod LMI TM-II-s-B-06097.

## Istorie
Imobilul a fost edificat în zona cunoscută anterior ca Vorpark, care a fost parcelată și vândută de către administrația locală a Timișoarei în anul 1888 sub forma unor loturi rezidențiale, lotul de casă fiind achiziționat de către Josef Kunz în 1889, contra sumei de 2117 coroane., care îl vinde, la scurt timp, lui dr. Béla Fülöp, avocat și politician, prefect al comitatului Timiș și senator al Regatului României.
Pe data de 5 martie 1893, dr. Béla Fülöp obține autorizația de construcție pentru o casă pe un singur nivel, lucrările fiind finalizate la 7 noiembrie 1892, opt luni mai târziu. Acesta a locuit în acest imobil, alături de soția sa, Antonia, până în 1905, cand il vinde către soții Dávid și Gizella Blau, contra sumei de 34720 de coroane. Aceștia dețin imobilul până în 1907, cand il vând mai departe, contra sumei de 41000 de coroane, către Flóra Holcz.

## Descriere
Clădirea este construită în stil eclectic istoricist, prezentând un colț rotunjit rezultat în urma intersecției fațadelor, asemănător unei prove, care este completat de o cupolă cu un vârf ornamental, asemănător vârfului unui catarg.